# UCL Erhvervsakademi og Professionshøjskole
 Denne artikel bør gennemlæses af en person med fagkendskab for at sikre den faglige korrekthed.

UCL Erhvervsakademi og Professionshøjskole er en videregående uddannelsesinstitution, som udbyder uddannelser inden for de pædagogiske og socialfaglige, sundhedsfaglige og teknisk-merkantile områder.
UCL Erhvervsakademi og Professionshøjskole har ca. 11.000 studerende og ca. 1.400 ansatte og omsætter for ca. 800 mio. kr. Den blev etableret i 2018 som en fusion af Erhvervsakademiet Lillebælt (EAL) og University College Lillebælt. UCL varetager desuden Center for Undervisningsmidler (CFU), som udlåner læremidler og tilbyder faglig, didaktisk vejledning til skoler og gymnasier i Region Syddanmark.
Uddannelsen er organiseret under ledelse af rektor Jens Mejer Pedersen (siden 2019).
Hovedsædet er på Niels Bohrs Allé i Odense med undervisning på de syv campusser i Odense, Svendborg, Vejle, Fredericia og Jelling.